# Binomial-Prozess
Als Binomial-Prozesse bezeichnet man eine spezielle Klasse von Punktprozessen in der Theorie der stochastischen Prozesse, einem Teilgebiet der Wahrscheinlichkeitstheorie. Binomial-Prozesse sind den Poisson-Prozessen ähnlich, jedoch ist die Anzahl der Ereignisse pro Intervall binomialverteilt und nicht Poisson-verteilt.

## Definition
Gegeben sei eine ganze Zahl {\displaystyle n} und eine Wahrscheinlichkeitsverteilung {\displaystyle P} auf einem Messraum {\displaystyle (X,{\mathcal {B}})} sowie {\displaystyle n} unabhängig, identisch und gemäß {\displaystyle P} verteilte Zufallsvariablen {\displaystyle X_{1},X_{2},\dots ,X_{n}}. Es gilt also {\displaystyle X_{i}\sim P} für alle {\displaystyle i}. Des Weiteren bezeichne {\displaystyle \delta _{x}} das Dirac-Maß auf dem Punkt {\displaystyle x}, also
{\displaystyle \delta _{x}(A):={\begin{cases}1&{\text{ falls }}x\in A\ \\0&{\text{ sonst }}\end{cases}}}
für {\displaystyle A\in {\mathcal {B}}}.
Dann heißt das durch
{\displaystyle \zeta :=\sum _{i=1}^{n}\delta _{X_{i}}}
definierte zufällige Maß {\displaystyle \zeta } auf  {\displaystyle (X,{\mathcal {B}})} ein Binomial-Prozess.

## Bemerkung
Für jede messbare Menge {\displaystyle A} gilt per Definition
{\displaystyle \zeta (A)=\#\{i\mid X_{i}\in A\}}
Hierbei bezeichnet {\displaystyle \#M} die Mächtigkeit der Menge {\displaystyle M}, also die Anzahl ihrer Elemente. Der Prozess zählt somit, wie viele der {\displaystyle n} Zufallsvariablen Werte in der Menge {\displaystyle A} annehmen. Somit ist für jede messbare Menge {\displaystyle A} die Zufallsvariable {\displaystyle \zeta (A)} immer binomialverteilt mit Parametern {\displaystyle n} und {\displaystyle P(A)}, es gilt also
{\displaystyle \zeta (A)\sim \operatorname {Bin} _{n,P(A)}}.

## Eigenschaften

### Zugehöriger Sprungprozess
Im reellen Fall, also für {\displaystyle (X,{\mathcal {B}})=(\mathbb {R} ,{\mathcal {B}}(\mathbb {R} ))} ist der zum Punktprozess gehörende Sprungprozess gegeben durch
{\displaystyle X_{t}:=\zeta ((-\infty ,t])=\#\{i\mid X_{i}\leq t\}}.
Er gibt an, wie viele der Zufallsvariablen Werte kleinergleich {\displaystyle t} annehmen.

### Laplace-Transformierte
Die Laplace-Transformation eines Binomial-Prozesses ist gegeben durch
{\displaystyle {\mathcal {L}}_{P,n}(f)=\left[\int \exp(-f(x))\mathrm {P} (dx)\right]^{n}}
für alle messbaren positiven Funktionen {\displaystyle f}.

### Intensitätsmaß
Das Intensitätsmaß {\displaystyle \operatorname {E\zeta } } eines Binomial-Prozesses {\displaystyle \zeta } ist gegeben durch
{\displaystyle \operatorname {E\zeta } =nP}.

## Verallgemeinerungen
Eine Verallgemeinerung der Binomial-Prozesse sind gemischte Binomial-Prozesse. Dabei wird die bei Binomial-Prozessen deterministische Anzahl der Zufallsvariablen {\displaystyle n} durch eine Zufallsvariable ersetzt.